# Bahraich
Bahraich és una ciutat i municipi de l'Índia a l'estat d'Uttar Pradesh, capital del districte de Bahraich així com d'un tahsil amb el mateix nom. Està a la riba del riu Saryu tributari del Gogra i a 125 km al nord-est de Lucknow.
El seu deriva de la tribu dels bhars que va poblar la zona almenys fins al segle xiv.
El seu monument principal és el mausoleu (dargah) de Sayyid Salar Masud el guerrer musulmà que el 1033 va derrotar els prínceps confederats hindús prop de la ciutat; fou construït per Firuz Shah Tughluk (1351-1388) i es diu que el que es banya a les aigües properes del Suryakund queda lliure de malalties; hi ha un monestir musulmà fundat per un santó de Multan el 1620 i el Daulat-khani, una bonica sèrie d'edificis avui en ruïnes construïts pel nawab Asaf al-daula.
A 50 km hi ha un temple budista (Sravasti) i altres lloc interessant de la rodalia són el temple de Junglee Nath, la resclosa de Kailashpuri Barrage, Chittaura Jheel i el Kartaniya Ghat Alligator Breeding center, a més de la gran reserva de vida animal anomena Kartarniya Ghat wildlife reserve.
La seva situació és a 27° 35′ N, 81° 36′ E / 27.58°N,81.6°E i la seva població segons el cens del 2001 és de 168.376 habitants (el 1901 era de 27.304 i el 1881 era de 19.439). Fou declarada municipalitat el 1869.